# Osvaldo Bayer
Osvaldo Bayer (Santa Fe, 18 febbraio 1927 – Buenos Aires, 24 dicembre 2018) è stato uno scrittore, storico e giornalista argentino.

## Biografia
Ha vissuto soprattutto a Buenos Aires, ma ha abitato anche in Germania, luogo in cui è andato in esilio prima dell'ultima dittatura militare argentina (1976-1983).
Dal 1952 al 1956 ha studiato storia all'Università di Amburgo e, una volta tornato in Argentina, si è dedicato al giornalismo, a inchieste sulla storia argentina e alla scrittura di copioni cinematografici. Ha lavorato nei quotidiani Noticias Gráficas e Clarín.
Durante la presidenza di María Estela Martínez de Perón, controllata dal ministro di ultradestra José López Rega, fondatore dell'organizzazione terrorista di estrema destra nota come Alianza Anticomunista Argentina, Bayer fu più volte minacciato e perseguitato a causa del contenuto delle sue opere, principalmente per il libro La Patagonia Rebelde. Questo ha motivato il suo esilio a Berlino nel 1975, durato fino alla caduta della dittatura militare nel 1983.
Tra i suoi saggi più importanti appaiono La Patagonia rebelde, Gli anarchici espropriatori, Fútbol argentino, Rebeldía y esperanza e Severino Di Giovanni, un vibrante saggio dedicato all'anarchico illegalista italiano Severino Di Giovanni. In carriera ha scritto un solo romanzo: Rainer y Minou.
Dal suo ritorno dall'esilio, ha inoltre collaborato col quotidiano Página/12, fondato dal suo amico e scrittore argentino Osvaldo Soriano.
Come sceneggiatore, ha partecipato alla sceneggiatura de La Patagonia Rebelde, film basato sul suo saggio omonimo, diretto da Héctor Olivera e vincitore dell'Orso d'Argento al Festival del cinema di Berlino nel 1974.
Nel 2008 ha scritto la sceneggiatura del documentario "Awka Liwen" sul genocidio di indigeni conosciuto come conquista del deserto, diretto da Mariano Aiello e Kristina Hille.
Come personaggio di finzione, è apparso in due romanzi: Il fioraio di Perón di Alberto Prunetti e Millennium 2 di Manuel Vázquez Montalbán.

## Opere
- Severino Di Giovanni, Archivio famiglia Berneri, 1973
- Gli anarchici espropriatori, Archivio famiglia Berneri, 1996
- Patagonia rebelde, una storia di gauchos, bandoleros, anarchici, latifondisti e militari nell'Argentina degli anni venti, a cura di Alberto Prunetti, Elèuthera, 2010